# Irlaganlı, Pamukkale
Irlıganlı là một thị trấn thuộc huyện Pamukkale, tỉnh Denizli, Thổ Nhĩ Kỳ. Dân số thời điểm năm 2010 là 2.793 người.